# رابرت گازلینگ

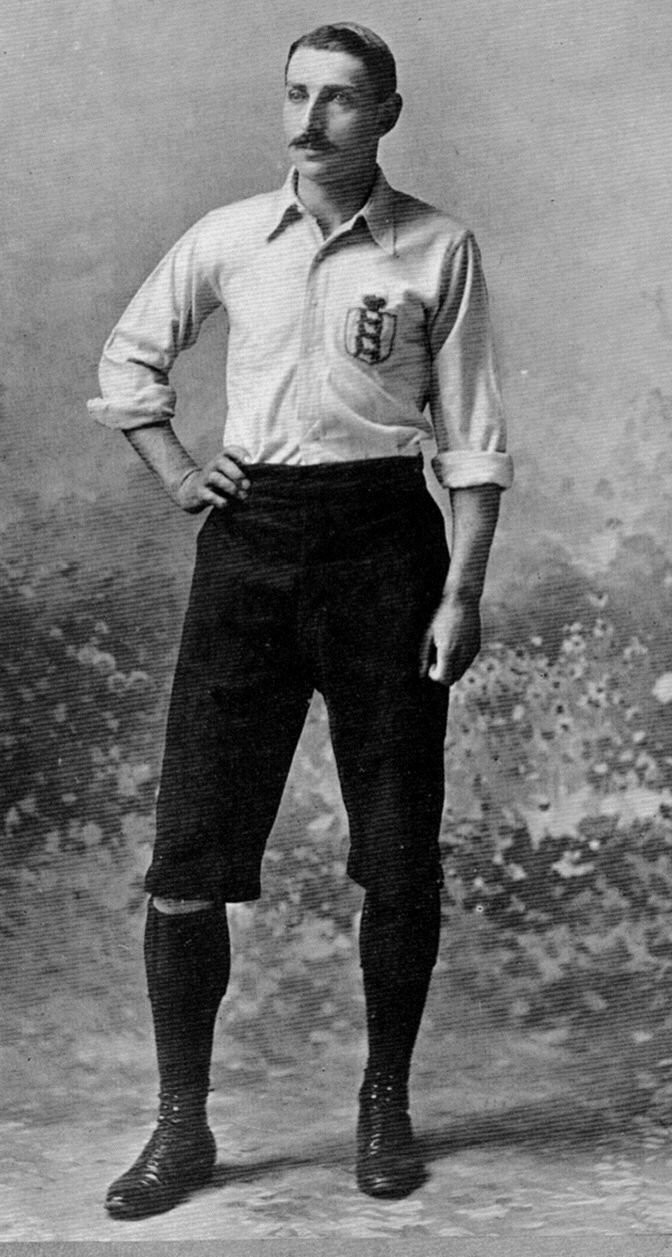
رابرت گازلینگ، بازیکن اسبق فوتبال - دههٔ ۱۸۹۰

رابرت گازلینگ (به انگلیسی: Robert Gosling) (زادهٔ ۱۵ ژوئن ۱۸۶۸ – درگذشتهٔ ۸ آوریل ۱۹۲۲) بازیکن فوتبال اهل کشور انگلستان بود که سابقهٔ بازی در تیم ملی فوتبال انگلستان را در کارنامهٔ خود داشت. وی در تاریخ ۵ مارس ۱۸۹۲ نخستین بازی ملی خود را در مقابل تیم ملی فوتبال ولز انجام داد و با حضور در ۵ بازی ملی، در تاریخ ۶ آوریل ۱۸۹۵ واپسین بازی ملی‌اش را در برابر تیم ملی فوتبال اسکاتلند برگزار کرد.
این بازیکن توانسته در بازی‌های ملی، ۲ گل به ثمر برساند.